# Закон відкритого складу
Закон відкритого складу — фонетичний закон у праслов'янській мові, згідно з яким закритий склад не міг існувати, тому мусив так чи так перетворитись у відкритий, a звуки в межах складу розташувалися за принципом висхідної звучності із голосним чи [р], [л] у кінці або ж склад містив один складотворчий сонант.

## Історія

### Загальний опис
Тенденція до відкритого складу виникла в спільнослов'янській мові ще в ранній період її розвитку. Вона проявилася в зміні складотворчих сонантів [r], [l], [n], [m] і перетвореннях давніх сполучень із [j]. Однак тоді цей процес не набув значення загального закону. Пізніше він охопив усі зміни, пов'язані зі структурою складу (переміщення приголосних на межі складу, втрата кінцевого приголосного в слові (що, зокрема, призвела до нерозрізнення форм називного і знахідного відмінків у деяких іменників), монофтонгізація дифтонгів, розвиток протези, спрощення в групах приголосних, поява носових голосних), перетворившись на універсальний фонетичний закон праслов'янської мови.
Дослідженнями займалися мовознавці А. Мейе, Г. Півторак, С. Бернштейн тощо. Останній зазначав, що тенденція до відкритого складу діяла як безумовний закон, що не знав винятків.
Дія закону припинилася після занепаду редукованих.

### Субстрат?
Висували припущення, що саме субстрат спричинив закон відкритого складу, але ця гіпотеза не спирається на позитивні дані. Дію субстрату підтримує В.Г. Таранець.

## Суть

### Зміна складоподілу
У середині слова тенденцію до відкритого складу втілено в зміні складоподілу. Інколи могли виникати такі збіги приголосних, що суперечили законові відкритого складу, тому вони зазнавали ще додаткових змін:
- *vĕs-slŏ → *vĕ-sslŏ → *vĕ-slŏ →... укр. весло;
- *māz-slŏ → *mā-zslŏ → *mā-slŏ →... укр. масло;
- *mĕt-tĕi̯ → *mĕ-ttĕi̯ → *mĕ-stĕi̯ →... укр. мести;
- *vĕd-tĕi̯ → *vĕ-dtĕi̯ → *vĕ-stĕi̯ →... укр. вести;
- *dād-sĕi̯ → *dā-dsĕi̯ → *dā-sĕi̯ →... укр. даси;
- *dād-mь → *dā-dmь → *dā-mь →... укр. дам;
- *sŭp-nŏs → *sŭp-nŭs → *sъp-nъs → *sъ-pnъs → *sъ-nъ →... укр. сон;
- *rād-nŏ → *rā-dnŏ → *rā-nŏ →... укр. рано;
- *tĕp-tĕi̯ → *tĕ-ptĕi̯ → *tĕ-tĕi̯ →... стсл. тєти;
- *grĕb-tĕi̯ → *grĕ-btĕi̯ → *grĕ-tĕi̯ →... стсл. грєти;
- *lĕk-tā-tĕi̯ → *lĕ-ktā-tĕi̯ → *lĕ-tā-tĕi̯ →... укр. літати;
- *dъb-nŏ → *dъ-bnŏ → *dъ-nŏ →... укр. дно;
- *ŏb-vŏl-kŏ → *ŏ-bvŏl-kŏ → *ŏ-bŏl-kŏ →... укр. оболоко «хмара»;
- *ŏp-sā → *ŏ-psā → *ŏ-sā →... укр. оса.

Так само варто зазначити перехід звукосполук [tl], [dl] у [l]:
- *sād-lŏ → *sā-dlŏ → *sā-lŏ →... укр. сало;
- *plĕt-lъ → *plĕ-tlъ → *plĕ-lъ →... укр. плів (← плѣлъ).

### Утрата кінцевих приголосних
Якщо закритий склад був у кінці слова, то розкрити його було можна було, відкинувши кінцеві приголосні:
- *matēr → *matē →... укр. мати;
- *krajęs → *kraję →... укр. край;
- *nebos → *nebo →... укр. небо;
- *tŏd → *tŏ → укр. те.
- *sūnŭn → *sūnŭ → synъ →... укр. син.

### Поява протези
Протетичні звуки з'явилися в положення зіяння:
- Протетичний [i̯] виникав перед [ĕ], [ä], [ь], [ā]: 
  - *ĕsmь → i̯ĕsmь;
  - *ädtĕi̯ → *i̯ädtĕi̯;
  - *ьz → *i̯ьz;
  - *āgnĕn → *i̯āgnĕn
- Протетичний [u̯] виникав перед [ъ], [у], зовсім рідко перед [ā]:
  - *ъn → *u̯ъn;
  - *ydrā → *u̯ydrā;
  - *ātrā → u̯ātrā.

### Поява носових голосних
Відповідно до закону відкритого складу дифтонгічні сполуки голосних із носовими сонорними [n] і [m] у закритім складі переходили в носові голосні. Якщо до сполучення входив голосний переднього ряду, то утворювався *ę, якщо непереднього ряду — *ǫ:
- *pōmṇ1tĭs → *pōmĭntĭs → *pamьntь → *pamęntь →… укр. пам'ять;
- *sĕn → *sę →… укр. ся;
- *dĕsьntь → *dĕsętь →… укр. десять;
- *rŏnkā → *rǫkā →… укр. рука;
- *dъnbъ → *dǫbъ →… укр. дуб.
- *dʰṃ2tēi̯ → *dʰŭmtēi̯ → *dŭntēi̯ → *dъnti → *dǫti →… укр. дути.

### Монофтонгізація дифтонгів
Тенденція до відкритого складу закономірно спричинила й монофтонгізацію – зникнення дифтонгічних сполук, що суперечать законові:
- Монофтонгізація [ĕi̯], [ŏi̯], [ĕu̯], [ŏu̯]:
  - *ĕi̯tĕi̯ → *ītī →... укр. іти;
  - *pĕi̯sātĕi̯ → *pīsātī →... укр. писати;
  - *snŏi̯gъ → *sně2gъ →... укр. сніг;
  - *kvŏi̯tъ → *kvě2tъ  →... укр. квіт/цвіт;
  - *ŏrbŏi̯ → *ŏrbī;
  - *ĕi̯dŏi̯ → *īdī →... укр. іди;
  - *mŏi̯ → *mī, *tŏi̯ → *tī, *sŏi̯ → *sī;
  - *slŏu̯š'ātĕi̯ → *slūš'ātī →... укр. слухати;
  - *dŏu̯š'ā → *dūš'ā →... укр. душа;
  - *blĕu̯dŏ → *bjūdŏ → *bl'ūdŏ →... укр. блюдо;
  - *lĕu̯bītĕi̯ → *ljūbītī → *l'ūbītī →... укр. любити.

### Метатеза плавних
Закон відкритого складу також спричинив фонетичну зміну, що полягала в усуненні праслов'янських дифтонгічних сполучень голосних із плавними приголосними. У більшості мов цю метатезу здійснено шляхом перестановки складів:
- *gŏrdъ →... *gъrŏdъ →... укр. город, болг. град, поль. gród.
- *gŏlva →... *gъlŏva →... укр. голова, болг. глава, поль. głowa;
- *bĕrza →... *bъrĕza →... укр. береза, болг. бреза, поль. brzoza;
- *pĕlva →... *pъlĕva →... укр. полова, болг. плява, поль. plewa.

## Наслідки

### Друге пом'якшення задньоязикових
Унаслідок монофтонгізації могли виникнути ситуації, коли задньоязикові [k], [g], [x] знов опинились у положенні перед голосними переднього ряду. Тому активізувався процес, відомий як «друга палаталізація», коли [k] і [g] змінилися в африкати [c] і [dz] відповідно. У тих діалектах праслов'янської мови, які в подальшому лягли в основу західнослов'янських мов, замість [x] з'явився звук [š], в інших – [s]:
- *kŏi̯nā → *kě2nā → *cě2nā →... укр. ціна;
- *хŏi̯dъ → *хě2dъ → *sě2dъ;
- *gŏi̯lŏ → *gě2lŏ → *dzě2lŏ.